# 榎本てる子
榎本 てる子（えのもと てるこ、1962年 - 2018年4月25日）は、日本の牧師、実践神学者。関西学院大学准教授。父は「ちいろば牧師」の愛称で知られる牧師の榎本保郎。

## 生涯
京都市生まれ。関西学院大学神学部卒業、カナダ・ウォータールー・ルーテル神学校修士課程修了。日本基督教団牧師。大阪市派遣エイズカウンセラー（1996～2008年）などを経て関西学院大学神学部准教授（社会福祉学）。

## 著書
- 『講座 現代キリスト教倫理1 生と死』（共著、日本キリスト教団出版局）
- 『関西学院大学神学部ブックレット2 癒しの神学』『関西学院大学神学部ブックレット5 自死と教会』（共著、キリスト新聞社）
- 『愛し、愛される中で　出会いを生きる神学』（日本基督教団出版局）
- 『愛の余韻・榎本てる子　命の仕事』（いのちのことば社）